# Leah Wilkinson
Pour les articles homonymes, voir Wilkinson.
Leah Julia Wilkinson née le 3 décembre 1986, est une joueuse internationale galloise de hockey sur gazon qui joue en tant que défenseur pour le Pays de Galles et la Grande-Bretagne.
Elle est née à Burton-on-Trent en Angleterre, et joue au hockey en club dans la Premier Division pour le Surbiton.
Wilkinson a également joué pour le Holcombe et le Reading.
Elle a représenté l'Pays de Galles aux Jeux du Commonwealth de 2010, Jeux du Commonwealth de 2014 et Jeux du Commonwealth de 2018.
En 2004, elle a fait ses débuts internationaux pour le Pays de Galles contre l'Irlande. Elle a pris la tête de son pays en 2018 et le 1er juin 2019, elle est devenue non seulement la joueuse de hockey la plus capée, mais aussi la sportive galloise la plus capée.
Wilkinson a fait ses débuts pour la Grande-Bretagne le 1er octobre 2019 contre l'Inde et a remporté une médaille de bronze aux Jeux olympiques d'été de 2020 à Tokyo.